# 出川哲朗
出川 哲朗（でがわ てつろう、1964年〈昭和39年〉2月13日 - ）は、日本のお笑いタレント、司会者、俳優。劇団SHA・LA・LA座長。神奈川県横浜市神奈川区出身。マセキ芸能社所属。愛称は「てっちゃん」。妻は元レースクイーンの阿部瑠理子。大伯父に八幡製鐵の初代社長を務めた三鬼隆、曾祖父に実業家・政治家の三鬼鑑太郎、母方の遠戚に女優の原節子がいる。従姉は2年連続でエミー賞を受賞したメイクアップアーティストのMOTOKO。
上島竜兵（ダチョウ倶楽部）と並ぶリアクション芸人の代表格であり、数多くのバラエティ番組で活躍している。

## 略歴
横浜市立幸ヶ谷小学校2年から、滋賀県大津市にある月心寺にて調理実習の経験ありとの表記。武相高等学校卒業後、1985年に横浜放送映画専門学院（現:日本映画大学）を卒業。その際、3年B組金八先生第2シリーズの加藤優（直江喜一）の卒業スピーチをリスペクトした答辞を読んだ。この頃は役者志望だった。1987年2月、専門学校時代の同級生だった内村光良、南原清隆、入江雅人らと『Project team SHA.LA.LA.』（現・『劇団SHA・LA・LA』）を旗揚げ。自ら座長となり、公演を開始する（1998年8月に一旦活動休止）。メンバーを含めたギャラ交渉・スケジュール管理も自身が担当していた。
1986年、『君は裸足の神を見たか』で映画デビュー。1986年から1989年まで、端役ながら映画『男はつらいよ』シリーズの第37作『幸福の青い鳥』から第41作の『寅次郎心の旅路』まで、5作品連続で出演している。この時期は他にも多数の映画にエキストラとして参加しており、ウッチャンナンチャンから「エキストラの帝王」と呼ばれていたこともある。
1990年4月からはテレビ番組『ウッチャン・ナンチャン with SHA.LA.LA.』に出演。この頃からテレビタレントとして本格的に活動を始め、第一興商の業務用カラオケの映像（KATSUMI「YES,抱きしめて」）などにも出演していた。
その後、テレビ番組『ビートたけしのお笑いウルトラクイズ』をはじめとした、体を張ったロケ・ドッキリ企画などで見せる振る舞いやリアクションの面白さが徐々にお茶の間に浸透。お笑いの素晴らしさに感銘を受け、次第にテレビ番組において欠かせない、いわゆる「汚れ役」「イジられキャラ」としての地位を確立していった。
1993年、第13回ビートたけしのお笑いウルトラクイズ優勝。
一方、多くの写真週刊誌・ゴシップ誌から恰好のターゲットとされた。また、出川の「汚れ」キャラクターは世間の認知度と比例して、女性視聴者層から敬遠傾向が出始める。女性ファッション誌『an・an』が毎年行う読者アンケート「嫌いな男ランキング」では上位ランカーの常連となった。なお、2001年から2005年まで5年連続1位を達成し、「殿堂入り」扱いとしてアンケート対象から除外された。しかし『世界の果てまでイッテQ!』（2007年2月放送開始）出演時における体を張ったリアクション芸・「デヴィ夫人の死ぬまでにやりたい10のコト」でのデヴィ夫人との掛け合い・出川イングリッシュなど、「汚れ役」「いじられキャラ」に徹する姿勢、出川本来の人柄が認知され、現在は人気・好感度の高いタレントとなった。
2004年4月5日、後輩であるしょうへいを介して知り合った、元モデル・レースクイーンの阿部瑠理子と結婚し、当時の嫌われキャラとのギャップで世間を驚かせた。プロポーズの際は、テレビ番組『ロンドンハーツ』が全面的に援助。推定5000万円の制作費をかけイタリア・ローマ市内でロケーションを行い、一連の模様が全国ネットで放送された。
2009年4月23日、インターネット放送のアメーバビジョンにて、自身初の冠番組『出川哲朗の俺をおいしくしろ!』が放送開始（アメーバビジョンスタジオの閉鎖に伴い、2010年3月で終了）。
2014年8月、地上波初の冠番組『出川哲朗のリアルガチ』（テレビ東京）の放送開始。2017年4月、ゴールデン帯初の冠番組『出川哲朗の充電させてもらえませんか?』がテレビ東京にて放送開始。
2024年1月14日、還暦を祝い横浜アリーナにて『男・出川哲朗 還暦祭り in 横浜アリーナ』が開催された。ゲストは五十音順に有吉弘行、飯尾和樹（ずん）、いとうあさこ、ウッチャンナンチャン、狩野英孝、さまぁ～ず、三四郎、ダチョウ倶楽部、田村淳（ロンドンブーツ1号2号）、ダンス☆マン、土田晃之、ナイツ、ナインティナイン、中岡創一（ロッチ）、バカリズム、堀内健（ネプチューン）。

## 人物
実家は横浜市の老舗海苔問屋『つた金海苔店』（株式会社蔦金商店 1894年創業）。哲朗の家族が経営しており、哲朗自身も過去に取締役だった。商品のひとつに哲朗の顔写真をパッケージに印刷した『元気のりのり』（焼き海苔や味付け海苔など数種類のラインナップ）が販売されている。当該商品は過去何度か番組で取り上げられ、その際には兄の出川雄一郎（蔦金商店社長）も出演した。
中学時代は水泳部、高校時代は軟式野球部に所属していた。野球は左打ち。武相高等学校の後輩にパンチ佐藤（1期下）、堤下敦がおり、中学の後輩には坪倉由幸がいる。役者下積み時代の仲間にエド・はるみがいる。
高校時代はヤンキーで、当時のあだ名は「キレたナイフ」だったと自称している。
妻の話をすることは基本的に避けている。2013年12月26日放送のアメトークでは有吉弘行から「奥さんが哲ちゃんの遺伝子は欲しくないっていう話は…」と話を振ったが、出川は「それはリアルにダメなやつ」「お客さんが引いてる」と笑いを起こしながら注意し、話が広がるのを避けた。
矢沢永吉の大ファンである。自身の人生におけるバイブルとして矢沢永吉自叙伝『成り上がり』を挙げ、尼寺での修業中には毎日就寝前に何度も読み返し、今後の人生を見つめ考えたと発言している。2014年9月『出川哲朗のラジカントロプス2.0』（アール・エフ・ラジオ日本）出演時に、自分をこの世界に導いてくれた曲として『鎖を引きちぎれ』を挙げている。また、サザンオールスターズに対しても思い入れがあることを公言しており、特に好きな楽曲は『旅姿六人衆』。
好きな映画に『ローマの休日』、『ゴッドファーザー』、『グリース』、『男はつらいよ』を挙げている。『グリース』は学生時代に交際していた彼女と初めて鑑賞した映画で、非常に思い入れの強い作品であると述べている。また、芸能界を目指すきっかけのひとつに、男はつらいよに出演したかったことを明かしている。
プロ野球・東京ヤクルトスワローズの熱烈なファン。プロ野球シーズン中はスケジュールの合間を縫って明治神宮野球場に足を運んでいる。2012年11月、球団からスワローズ公式ファンクラブ「スワローズ クルー」の名誉会員に任命された。安田猛に興味を持ったことがファンになったきっかけだという。なお、神宮球場でカレーを食べながら観戦中、ヤクルトが負けていたこともあり、後方席から「出川！ カレー食ってる場合じゃねえだろ！」と怒鳴られ、以降それがトラウマとなり神宮球場のカレーが食べられなくなった。
以前から、夢は「単独司会のレギュラー番組を持つこと」と各所で語っていたが、海外・爆破ロケなど長期収録企画に出演できなくなる恐れがあったため、なかなか実現に至らなかった。そんな中、2009年4月23日、インターネット番組『出川哲朗の俺をおいしくしろ!』（AmebaVision）がスタート（2010年3月終了）。ゲストが出川をおいしくするというタイトル通りの内容で、第1回のゲストは、苦楽を共にした大親友の松村邦洋が出演した。また、2011年4月から2014年3月まで3年間『大!天才てれびくん』（NHK E）にて、鈴木あきえと共に司会者を務めた。『出川哲朗の充電させてもらえませんか?』（テレビ東京）は歴代最高視聴率を記録し、系列外の地方民放テレビ局でも放送されたことで全国的な認知度も高く、行く先々で人だかりができるほどお茶の間の人気者となっている。
ゴルフ好きであるが、マナーが悪くルールをおかすエピソードは多数。例えば、スイングの空振りを1打に数えない、バンカーショットの際にクラブを砂につけるなどのルール違反。　　　　　　　　
また、特技の一つとして、ヌンチャクだるま落としがある。
愛車はポルシェ・964カレラ2。「誰かに命令された道を走りたくない。」という理由でカーナビやETCをつけていない。
お酒が飲めない、いわゆる下戸である。水代わりにコーラを飲むほどの炭酸飲料愛飲者だったが、これが原因で2017年に入院（後述）し、以後は飲んでいない。
座右の銘は、「一生懸命頑張れば、誰かが見ててくれる」。
有吉弘行に付けられたあだ名は、「ヘルニア崩れ」。妻からは「くそてつ」と呼ばれている。
結婚の承諾を得るため妻の実家へ訪れた際、緊張の面持ちでしばらく正座していたところ、相手の親から「出川さん、足崩していいです」と声を掛けられ足を崩し安心した瞬間、放屁してしまうも、妻の母が「やっぱり出川ね」と笑ってくれたため場が和んだというエピソードがある。
芸能界のライバルは上島竜兵である。 
祖父と父親はともに58歳で亡くなっている。自身も2022年で58歳を迎える事から「絶対死にたくない」「下手したらあと1年（以内）で『さようなら出川哲朗』ってなる」と嘆いていた。2022年5月11日、ライバルである上島竜兵の訃報を受け、予想の現実化を懸念する声も上がったという。しかしながら2024年に無事還暦を迎えた。
母親の実家は塩釜市の海苔問屋『石井商店』である。

### 特徴
- 舞台仕込みの大きなダミ声が特徴的。「ヤバいよヤバいよ」などの口癖は多くの共演者達にものまねされている（後述）。
- 視力が悪いため、テレビ番組出演時などはコンタクトレンズを使用している。
- 滑舌が悪く、噛むことが多い。耳が遠く、聞き間違いが目立つ。
- 手の小指の第一関節・第二関節だけを同時に直角に曲げられ、指折りで数える時は親指から順番に拳を開いていくという独特の数え方をする。
- 自分の意見を他人に反論されると拒否したり、未体験のスポーツなどを「めちゃめちゃ得意」と様々な場面で粋がったりすることが多い。
- 「ザリガニは相方」と称しており[23]、リアクション芸の際に頻繁に登場している。

### 健康状態
2006年ごろから椎間板ヘルニアや坐骨神経痛などを患い、2007年ごろには歩行時に杖が必要なほど悪化した。本人はテレビ収録が始まりカメラに映ると痛さを忘れてしまうと語る。その後、過酷なロケや罰ゲームなどが行えないほど悪化したため、2008年3月末に緊急入院し腰の手術を受け、10日ほどで完治退院し仕事復帰を果たした。しかし、2009年12月下半期出演分の『内村さまぁ〜ず そろそろ人間ドックで体の不安を解消したい男達2009!』放送に伴った検査で椎間板ヘルニアの再発が確認され、番組内で公表された。
2015年3月、テレビ番組『宝探しアドベンチャー 謎解きバトルTORE!』（日本テレビ）の収録中に転落。右足を骨折する怪我（全治6週間）を負った。
2017年9月6日、胆管炎のため入院。同月14日、退院を報告。

### 交友関係
専門学校時代の同級生だったウッチャンナンチャンとは特に親しい間柄。ウンナンおよび内村光良・南原清隆単独の関係番組には、レギュラー・準レギュラー・ゲストにかかわらず、そのほとんどに出演している。また、内村と親しい関係にあるさまぁ〜ずとも仲が良く、三村のことを「三村っち」、大竹のことを「竹ちゃん」を呼び、多数共演している。三村曰く「俺が認めた、尊敬できる後輩は全部、呼び捨てにしないことにしている」らしく、内村を「チェン」、小木博明のことを「オギーブン」、東野幸治のことを「ヒガシノリン」、バカリズムを「まこっちゃん」と呼ぶ。
ナインティナインに関しては矢部浩之を「やべっち」と呼ぶが、岡村隆史については「小僧」もしくはフルネームで呼び捨てにし、（たまに「岡村」と言う時もある）岡村も稀に、出川をフルネームで呼んでいる。
松村邦洋は、無名だった出川のものまねを各所で披露して知名度向上に一役買ったり、『電波少年』（日本テレビ）での共演など深い絆で結ばれている。松村については「松ちゃん」と呼んでいる。
堀内健とも仲が良く、2014年以降、堀内が制作・主演する舞台に出演している。
テレビ番組『アメトーーク!』（テレビ朝日）の「出川ファミリー」「出川ナイト」では勝俣州和、キャイ〜ン、千秋、よゐこ、カンニング竹山、土田晃之らが出演した。
鈴木あきえからは芸能界の父と慕われ、結婚式では真面目に神父役も勤めた。
濱口優は、のちに妻となる南明奈との交際のきっかけ作りをした出川を、キューピッドとして恩人扱いしている。
中岡創一とは2012年に神宮球場で意気投合して以来プライベートで常に行動を共にする仲。
朝比奈彩と交流がある。

### ものまねの対象
特徴的なダミ声から、数多くのタレントにものまねされている。出川の口癖である前述の「ヤバいよヤバいよ」のほか、「リアルに」「（他人の名前の後に）〜っち」というフレーズが主に使用される。
例外として、内村は出川のものまねについて「みんな哲ちゃんのものまねをする時、『ヤバいよヤバいよ』って言うけど、『ほったら（「そしたら」という意味）』の方がよく使っている」として、「ほったら」を多用する。また「ないしょ」のポーズ（いわゆる「しーっ」の動作、通常人差し指を唇の前に立てる）で人差し指を眉間に当てるといった出川の細かい形態模写をする。
また、ものまね対象となってから、ものまね芸人の話し方に出川自身が寄せていくようになった。

### 評価
2005年、明石家さんまは自身の番組『恋のから騒ぎ』（日本テレビ）において、出演者であるタレント志望の一般人女性が「将来は出川哲朗のような二流芸能人で適当に暮らしたい」との発言に対し「出川は一流や！」と返答している。この放送を自宅で観た出川は、感激のあまり号泣した。
竹山は、老若男女問わず同じ目線で接することのできる出川を高く評価しており、「出川さんって本当に「国民のおもちゃ」なんですよね。いい意味でね。みんなが遊んでいいおもちゃ」と表現している。

## 芸風
- ダチョウ倶楽部の上島竜兵と共にリアクション芸人の第一人者であると称される事が多く、自身の芸風にプライドを持ち、経験から学んだ数々のノウハウを所有している。
- ザリガニに顔をいじられる芸を得意とし「いただきまーす」の台詞と共に自身の鼻にザリガニのはさみを故意に近づける。

### ギャグ、口癖
- 「ワイ?（Why）」と言いながら両手を挙げる  - なおこの時の両手の形はYではなくWを意識している。
- ヤバいよヤバいよ（リアルにヤバイよ） - 本来はリアクションの一環だが、現在は主に想定外の事態が起きた際に用いる（例えば、ゴール目前で充電切れを起こした場合）。ものまねでは頻繁に用いられるが、自身はほとんど使わない。それよりも「ヤバイヤバイ」や、「ヤバイヤバイヤバイ」と連呼を多用する。
- お前はバカか!? - 自分の頭を指差す。相手を罵倒しているのではなく、理不尽なネタ振りをされた時に激怒する。
- リアルガチ
- ブログの最後には「俺はそうしてきた」とあるのが特徴。
- 9割ネイティヴ（イッテQなど）
- オーマイガー（イッテQ、出川哲朗の充電させてもらえませんか?など）

### 出川イングリッシュ
主にイッテQのロケで出川が話す片言英語を指す。
- アヒル→ガーガーバード（ガーガーと鳴く鳥）
- 空母→スカイママ（空の母）
- 観覧車→くるくるボックス（くるくる回る箱）

既知の英単語とジェスチャーで伝える方法で、相手の外国人は何とか理解しようと努めてくれる。

## 出演

### バラエティ

#### 現在の出演
- 世界の果てまでイッテQ!（2007年2月4日 - 、日本テレビ）※当初は準レギュラー。2020年10月にレギュラーに昇格。
- 出川哲朗の充電させてもらえませんか?（2017年4月15日 - 、テレビ東京）[29]
- 出川哲朗のクイズほぉ〜スクール（2021年3月29日 - 、NHK Eテレ） - 隊長[30]
- 出川一茂ホラン☆フシギの会（2022年10月7日 - 、テレビ朝日） - MC[31]
- 土曜RISE!「チャンハウス」（2023年10月7日 - 、フジテレビ）- 週替わりMC

 特番 
- うわっ!ダマされた大賞（2010年7月2日 - 、日本テレビ） - レギュラー仕掛け人
- ぐるナイおもしろ荘!SP（2012年1月1日 - 、日本テレビ）
- TOKYO STARTUP DEGAWA（2019年2月9日 - 、テレビ東京） - 審査委員長
- あなたはこの衝撃に耐えられる?ワールドドキドキビデオ（2020年9月20日 - 、日本テレビ）
- ものまねランキング（2021年1月2日 - 、テレビ東京） - MC
- 芸能界オールスター草野球（2022年1月3日 - 、テレビ東京） - 「出川軍」キャプテン
- 事前アンケートは全部ブレーン芸人が考えました（フジテレビ、2022年12月3日） - MC
  - ゲストへのアンケートは全部プレーン芸人が考えました（フジテレビ、2023年5月3日）- MC
  - 出川・バカリ・ひとりの芸人アンケート（フジテレビ、2024年10月26日） - MC
- 出川哲朗のプロ野球順位予想（2023年3月25日 - 、テレビ東京） - MC
- 出川サンド伊達のすばらしきバカ舌貴族の晩餐会（2023年12月30日 - 、テレビ東京）- バカ舌MC

#### 不定期出演
- ぐるぐるナインティナイン（日本テレビ）[注 3]
- 東野・岡村の旅猿 プライベートでごめんなさい…（日本テレビ） - 休養中の岡村隆史の代役として。岡村復帰後はゲストとして出演。
- アメトーーク!（テレビ朝日）「太ってきた芸人」「出川ナイト」「ポンコツ芸人」「ハンバーグ大好き芸人」他多数
- ロンドンハーツ（テレビ朝日）芸人取扱説明書 他多数
- アッコにおまかせ!（TBS） - 準レギュラー
- ネプリーグ (2005年5月23日-)[32][33][34][35][36][37]
- さんまのお笑い向上委員会（2015年8月 - 、フジテレビ）
- 沸騰ワード10（日本テレビ） - 準レギュラー

#### 過去の出演
※特記のないものは、準レギュラー、不定期出演。
NHK
- 大!天才てれびくん（2011年4月11日 - 2014年3月27日、NHK教育→NHK Eテレ ） - 大天才テレビジョン特命プロデューサー（MC）
- ギャクテン教室!（2012年10月8日、NHK総合） - MC
- 出川哲朗のランキング先生!（2018年8月21日、NHK総合）- 学園長（MC）
- NHK紅白歌合戦（NHK総合・ラジオ第1）
  - 第69回（2018年12月31日） - ゲスト審査員
  - 第71回（2020年12月31日） - 松任谷由実とのコラボ（SMALL3）
- 復活の日～もしも死んだ人と会えるなら～（2019年3月28日、NHK総合）
- プロフェッショナル 仕事の流儀 file : 510（2022年7月27日、NHK総合）「出川哲朗という道」

日本テレビ系列
- ビートたけしのお笑いウルトラクイズ（1989年 - 1996年・2007年）
- ウッチャン・ナンチャン with SHA.LA.LA.（1990年 - 1992年）
- 紳助のサルでもわかるニュース（1994年 - 1997年、読売テレビ制作）
- 中居くん温泉シリーズ（1996年 - 1998年、読売テレビ制作）
- たかじんnoどォ!（1997年 - 1998年、読売テレビ）
- 中井正広のブラックバラエティ（2004年 - 2013年） - 準レギュラー
- 本日開店!パチ天国!（くまもと県民テレビ）
- 快脳!マジかるハテナ（2012年 - 2013年） - 不定期出演
- 出川哲朗のアイ・アム・スタディー（2017年10月29日・12月7日・2018年4月17日・10月4日） - MC
- エイキョーさん〜芸能人の影響で人生変わっちゃいました〜（2018年2月4日・9月30日（サンバリュ）、2019年1月1日） - MC
- ヤバいよ!リアルガチVEGAS!!（2020年2月16日（サンバリュ）、2022年7月16日・23日・30日） - MC
- 笑って年越し!世代対決 昭和芸人vs平成・令和芸人（2022年12月31日） - 昭和チームキャプテン

テレビ朝日系列
- 気分はワイルド 〜飛び出せ大自然へ〜（1995年 - 1996年、朝日放送制作）
- 走れ!GET（1995年 - 1996年）
- 超次元タイムボンバー（1996年 - 1997年）
- ぷらちなロンドンブーツ - 準レギュラー
- 内村プロデュース（2000年 - 2005年） - 準レギュラー
- 芸能人格付けチェック（2006年1月 - 2019年1月、朝日放送テレビ） - 大予選会レギュラー[注 4]
- てんこもり
- 中居正広のミになる図書館
- 志村&所の戦うお正月
- 出川とWHYガール（2018年5月15日 - 22日、2019年3月30日）
- 家事ヤロウ!!!2時間スペシャル（2022年2月15日） - ピンチヒッターMC

TBS系列
- 桂芸能社シリーズ
- ウンナンの気分は上々。（1996年 - 2003年） - 不定期出演
- 晴れ・どきドキ晴れ（2001年 - 2008年、CBC）
- 世界バリバリ★バリュー（2003年 - 2008年、MBS制作） - 200回放送時には司会を務めた
- リンカーン  - 「哲朗出川のすべる話」のホスト役、「芸人大運動会」などに出演。
- 世界の日本人妻は見た!（2014年 - 2017年、MBS） - レギュラー
- 出川哲朗サプライズ!!～ガチで幸せ!神ギフト（2016年12月25日） - MC
- VSリアルガチ危険生物 → VSリアルガチ最強生物動物 → 動物リアルガチ図鑑（2017年5月24日 - 2021年12月14日） - メインMC
- 出川澤部の見知らぬ二人が人生交換したら○○がわかった!（2018年9月16日、CBC） - MC
- 出川哲朗の恥の王様（2019年7月31日・2020年1月2日・5月12日、毎日放送） - MC
- 立派なお家にピンポンしてみた（2019年3月18日・8月5日） - MC
- スゴ技ワールドカップ 世界一の達人は誰だ!?（2023年1月28日、CBC） - チェアマン（MC）
- ロケバナシGP（2023年1月1日・4月4日） - MC

テレビ東京系列
- 名門パープリン大学日本校
- それ行け!なんでも宣太郎
- 浅草橋ヤング洋品店
- 社長 出川哲朗（1歳）（2015年6月） - レギュラー
- そうだ旅（どっか）に行こう。  - ポンコツシリーズ、2015年11月7日より2015年9月15日まで不定期放送していた、ポンコツおじさん旅に出るに繋がる。
- P-1ゴールドラッシュ（2001年 - 2012年、テレビ大阪）通常はカットインのみの出演だが、まれに対戦もする。
- 出川哲朗のリアルガチ（2014年8月25日 - 2015年1月8日） - MC
- 出川哲朗&さまぁ〜ず三村 ポンコツおじさん旅に出る（2015年11月 - 2017年8月） - 三村マサカズとともにレギュラー。
- 充電させてもらえませんか?（2014年 - 2017年） - 2017年4月から出川哲朗の充電させてもらえませんか?としてゴールデンに昇格。
- 15ビョーーーン たった１５秒のネタ大連発世界一短いお笑いネタバトル（2021年10月30日） - ご意見番
- 出川＆飯尾のどん底さん家にお邪魔します。（2021年4月25日）

フジテレビ系列
- ウッチャンナンチャンの誰かがやらねば!（1990年）
- ウッチャンナンチャンのやるならやらねば!（1990年 - 1993年）
- 世界の超豪華・珍品料理（1993年 - 1997年）約4年間、複数回出演
- タモリのSuperボキャブラ天国（1994年 - 1996年）キャッチコピーは「自称・ポストタモリ」
- 森田一義アワー 笑っていいとも!（1995年 - 1996年） - 水曜日レギュラー
- 笑っていいとも!増刊号（1995年 - 1996年）
- 笑っていいとも!特大号
- UN FACTORY カボスケ
- 世界行ってみたらホントはこんなトコだった!?（2015年3月）
- リアルガチ勉!〜出川のくせに勉強しやがって〜（2017年1月4日）
- 出川哲朗とバリバリウーマン!（2018年1月2日・4月8日） -　MC
- 出張！出川保育園（2018年1月27日・11月23日、東海テレビ）
- ウンナン出川バカリの超!休み方改革（2018年5月4日） - MC
  - こんな休日どうですか 内村バカリ南原出川が本気で考えた最高の旅（2019年6月22日） - MC
- 土曜プレミアム 目撃!超逆転スクープ（2018年5月6日 - 2022年12月3日） - MC
- 出川哲朗のこれがMAX（2018年7月21日（フジバラナイトSAT） ・2019年1月2日） - メインMC
- 出川哲朗の病院の歩き方（2018年8月3日・2019年3月8日）  - メインMC
- 出川と爆問田中と岡村のスモール3（2018年12月22日 - 2023年9月30日） - 田中裕二と岡村隆史と共にMC
- 水曜NEXT! MAX追体験（2022年4月14日・21日） - MC

その他
- 内村さまぁ〜ず（TOKYO MX） - 不定期出演

など多数のバラエティ番組に出演。

### テレビドラマ
- 不思議少女ナイルなトトメス 第16 - 18話（1991年、フジテレビ） - ナイルの悪魔三兄弟の三男 役
- Shin-D（日本テレビ）
  - 宝さがし（1997年）
  - おもひでベッド（2000年）
  - 御臨終（2001年）
- LOVE&PEACE（1998年、日本テレビ）
- 夜逃げ屋本舗 スペシャル版「月を射よ!」（1999年12月30日、日本テレビ） - 神宮司刑事 役
- 泥棒家族 第1弾（2000年12月20日、日本テレビ）
- ゴールデンボウル（2002年、日本テレビ） - 竹上裕次 役
- 月曜ゴールデン→月曜名作劇場（TBS）
  - 税務調査官・窓際太郎の事件簿 第11作〜（2004年3月 - 2020年） - 矢田秋男 役
  - おばさん会長・紫の犯罪清掃日記 ゴミは殺しを知っている7（2006年5月15日） - 綿貫治夫(病院の警備員) 役
- 火曜ドラマゴールド バカラ 疑惑のIT株長者に賭けた女（2006年10月31日、日本テレビ）
- 水曜ミステリー9 ハマの子宝先生24時〜殺意の産声〜（テレビ東京） - 関川直人 役
- ロト6で3億2千万円当てた男（2008年、朝日放送・テレビ朝日共同制作） - 中根信介 役
- 帰ってこさせられた33分探偵 第12話「大阪・お笑い芸人殺人をもたせる」（2009年4月11日、フジテレビ）
- LOVE GAME 第10話「3日間で、ダメ男がモテ女を抱く事ができたら1億円」（2009年6月25日、読売テレビ制作・日本テレビ系列） - 鈴木一郎 役
- 永沢君（2013年6月 - 9月、TBS） - ゲヘ 役
- ハラスメントゲーム（2018年） ‐ 辰巳良夫 役

### ラジオ
- ウッチャンナンチャンのオールナイトニッポン（1989年 - 1995年、ニッポン放送）「男・出川哲朗!」
  - 出川哲朗のオールナイトニッポン（1994年12月24日〈23日深夜〉・2023年8月18日〈17日深夜〉・2024年1月17日〈16日深夜〉）上記のスピンオフ特番。
- 高田文夫のラジオビバリー昼ズ（1994年 - 1997年、ニッポン放送）火曜日中継担当
- SUNTORY THEATER ZERO-HOUR（J-WAVE、番組終了）「風の又三郎」朗読
- ナインティナインのオールナイトニッポン（ニッポン放送）1996年、1998年 - 年末恒例ゲスト。年末以外にも多々出演しており、最多出演ゲストである。
- 木曜Junk さまぁ〜ずの逆にアレだろ（TBSラジオ、番組終了）聴取率調査週間の常連ゲスト
- 出川哲朗のラジカントロプス2.0 （2014年9月15日、ラジオ日本）
- 堀内健と出川哲朗のオールナイトニッポン（2015年6月20日〈19日深夜〉・2018年5月30日〈29日深夜〉・2019年9月3日〈2日深夜〉・2021年1月26日〈25日深夜〉・2023年1月11日〈10日深夜〉、ニッポン放送[38]）
- 出川哲朗のオールナイトニッポン（2023年8月18日〈17日深夜〉・2024年1月17日〈16日深夜〉、ニッポン放送）
- 堀内健と出川哲朗の夜・生!（2016年3月21日〈20日深夜〉・2017年4月17日〈16日深夜〉、ニッポン放送）
- 第50回 ラジオ・チャリティ・ミュージックソン（2024年12月24日・25日〈予定〉、ニッポン放送） - メインパーソナリティ[39]

### 映画
- 君は裸足の神を見たか（1986年） - 吉村と鈴木の同級生 役
- キネマの天地（1986年、松竹） - 撮影所員 役
- 男はつらいよシリーズ（松竹）
  - 37作目「幸福の青い鳥」（1986年） - 「ニュースだ、ニュース! 上海軒に寅さんの恋人がいるぞ〜」と知らせて回る板前姿の男 役
  - 38作目「知床慕情」（1987年） - 寅次郎にビール飲みに行こうと誘われる自転車を押している板前姿の男 役
  - 39作目「寅次郎物語」（1987年） - 秀吉の出発のシーンに出て来る板前姿、満男にアダルトビデオを勧める男 役(同一)
  - 40作目「寅次郎サラダ記念日」（1988年） - 小諸での祭りの若い衆 役
  - 41作目「寅次郎心の旅路」（1989年） - ポンシュウの仲間、テキヤの若い衆 役
  - 50作目「男はつらいよ お帰り 寅さん」（2019年） - 編集者 役
- ワールド・アパートメント・ホラー （1991年）
- サソリ 殺す天使（1998年）Vシネマ
- ピーナッツ（2006年） - 駅員 役
- ラストコップ THE MOVIE（2017年） - ブナッシーの声

### テレビアニメ
- 焼きたて!!ジャぱん（2004年） - 本人 役
- ブレーカーズ（2020年） - 勝田 役

### 劇場アニメ
- レイトン教授と永遠の歌姫（2009年） - リッチマン 役[40]

### 吹き替え
- ピラニア3D（2011年） - ファロン保安官 役[41]
- レゴニンジャゴー ザ・ムービー（2017年） - サメ将軍（1）・サメ将軍（2）・水辺の兵士（3）・オタク技師（2）・AD・サーファー・安堵する男 役[42]

### インターネット
- 内村さまぁ〜ず（ミランカ → Amazonプライム・ビデオ）不定期出演
- 出川哲朗の俺をおいしくしろ!（2009年4月 - 2010年3月、アメーバビジョン）隔週放送
- 毎日どっきりvs出川（2009年、BeeTV）
- ニコニコ動画の広告、ネクソンのアラド戦記CM（金だらいや水をかけられている。なお、ニコニコ動画を模したCMのため、ボタンを押しても動かないのは正常）
- GLAY×出川哲朗 ヤバい動画[43]
- 孤独な出川（2019年1月31日 - 2019年4月18日（全12回）、GYAO!）
- 和田アキ子 史上初の誕生会生中継（2019年4月10日、AbemaTV）[44]

### CM
- 廣貴堂メディフーズ「サンリキソドリンク」- 富山県限定CM
- キャドバリー・ジャパン「メントス」（2004年）
- 日本コカ・コーラ「爽健美茶」（2010年）
- ネクソン「アラド戦紀」（2011年 - 2012年）
- P&G「レノアプラス」（2011年） - 掃除機さんの声
- リクルート「ゼクシィ」（2013年 - 2014年）
- DMM.com「DMMぱちタウン」（2015年 - ）
- 映画『ザ・ウォーク』（2015年） - ナレーション[45]
- セレクトスタッフ（2016年 - 2017年）
- 横浜市「おうちde省エネ」（2016年） ※ Web CM [46]
- スクウェア・エニックス「星のドラゴンクエスト」（2016年）[47]
- ゼブラ「デルガード」（2016年）
- マンダム「ギャツビー つるんと肌シリーズ」（2016年）松田翔太と共演[48]
- 任天堂「スーパーマリオメーカー for ニンテンドー3DS」（2016年 - 2017年）[49]
- 日本瓦斯「ニチガス・ニ・スルーノ三世」（2017年 - ）本田翼と共演[50]
- サントリースピリッツ「明日のレモンサワー」（2017年 - 2018年）内村光良と共演[51]
- フォーシーズ「エビマヨ」「よくばりクォーター」（2017年 - 2019年） アンジュルムと共演
- ソフトバンク「Y!mobile」（2017年 - ）- バカボンのパパ役・現在は芦田愛菜、小池栄子らと共演。
- Coincheck（2017年 - 2018年1月26日）[52]
- ブランジスタゲーム 「神の手」（2017年 - 2018年） 白石麻衣と共演[53]
- オズビジョン「ハピタス」（2017年 - 2018年）
- ベネッセコーポレーション「進研ゼミ 中学講座」（2018年 - 2019年）[54]
- 横浜・八景島シーパラダイス（2018年）
- ハピネット（2018年 - 2019年）
- おやつカンパニー「ベビースターラーメン」（2018年）[55]
- 花王「エッセンシャル」（2018年 - 2019年）[56]
- コロプラ「白猫プロジェクト」（2018年 - 2019年）
- 多摩電子工業（2018年 - 2021年）
- 永谷園（2019年 - ）小島瑠璃子と共演
  - 「中華そうざいの素 麻婆春雨」（2025年）塚本恋乃葉と共演[57]
- Cygames「プリンセスコネクト!Re:Dive」（2019年 - 2020年）
- サントリー「話そう。」（2020年）滝藤賢一、菜々緒と共演
- サントリー食品インターナショナル「GREEN DA・KA・RA」（2020年 - 2021年）
- バンダイナムコエンターテインメント「プロ野球ファミスタ2020」（2020年）
- フマキラー
  - ゴキファイタープロ ストロング（2021年3月22日 - ）
  - ゴキブリワンプッシュプロプラス（2021年3月22日 - ）[58]
  - ゴキ・ダニまとめてジェット（2022年3月18日 - ） 戸島花と共演[59]
- Rivergame Limited「トップウォー」（2021年 - 2022年）小芝風花、ほしのディスコと共演[60][61]
- Techouse「ジョブハウス工場」（2022年 - ）
- iYell「いえーるダンドリ」（2022年 - 2023年）
- 正栄デリシィ「サク山チョコ次郎」（2022年）- 歌のみ
- ブルボン「プチシリーズ」（2022年 - 2024年9月）あの、畑芽育と共演[62]
- SUPER STUDIO「ecforce」（2023年 - 2024年）[63]
- りらいぶ「リライブシャツα」（2024年 - ）
- Sasuke Financial Lab「コのほけん！」（2024年 - ）[64]

### DVD
- 内村プロデュース〜俺チョイス 出川哲朗（2009年3月、SMD jutaku）完全生産限定盤
- リアクションの殿堂シリーズ（ビデオメーカー）ダチョウ倶楽部、有吉弘行と共演。
  - リアクションの殿堂（2009年8月）
  - リアクションの殿堂 〜遺作〜（2010年8月）
- よゐこと一緒にコントライヴ 〜カッちゃんテッちゃん千秋ちゃん。ついでに来たのがTKO〜（2010年2月、ジェネオン・ユニバーサル・コンテンツリーグ）
- 毎日どっきりシリーズ
  - 毎日どっきりVS出川（2010年2月、エイベックス・マーケティング）
  - 毎日どっきり2〜出川の復讐〜（2010年9月、エイベックス・エンタテインメント）

## 関連商品
- 出川哲朗のパイオレジューちゅ（清涼飲料水、株式会社アプリス）高速道路・サービスエリアで販売。
- CR『ヤバイよ!!哲ちゃん』（パチンコ台、アビリット）